# Sascha Scheierman
Sascha Alexander Scheierman, född 19 maj 1900 i Lisitchansk i Lillryssland, död 2 juni 1981 i Örebro, var en rysk-svensk bagare, målare och skulptör.
Han var son till agronomen Nicolai Scheierman och Anastasia Botkova och från 1941 gift med Ellas Elisabet Eriksson. Scheierman kom via England till Sverige i unga år och arbetade fram till slutet av 1950-talet som bagare. Med undantag av några kortare målerikurser och en studieresa till Italien var han autodidakt som konstnär. Sedan början av 1960-talet arbetade han som konstnär på heltid. Tillsammans med Soldanella Oyler ställde han ut i Karlskoga och tillsammans med Harald Nilsson i Nora 1964. Han medverkade i en grupputställning på Vallins konsthall i Örebro och i samlingsutställningar arrangerade av Örebro läns konstförening. Hans konst består av landskapsskildringar utförda i olja, gouache eller akvarell samt reliefer och friskulpturer i bränd lera eller järnavfall. 